# Christian Fredrik Ytteborg

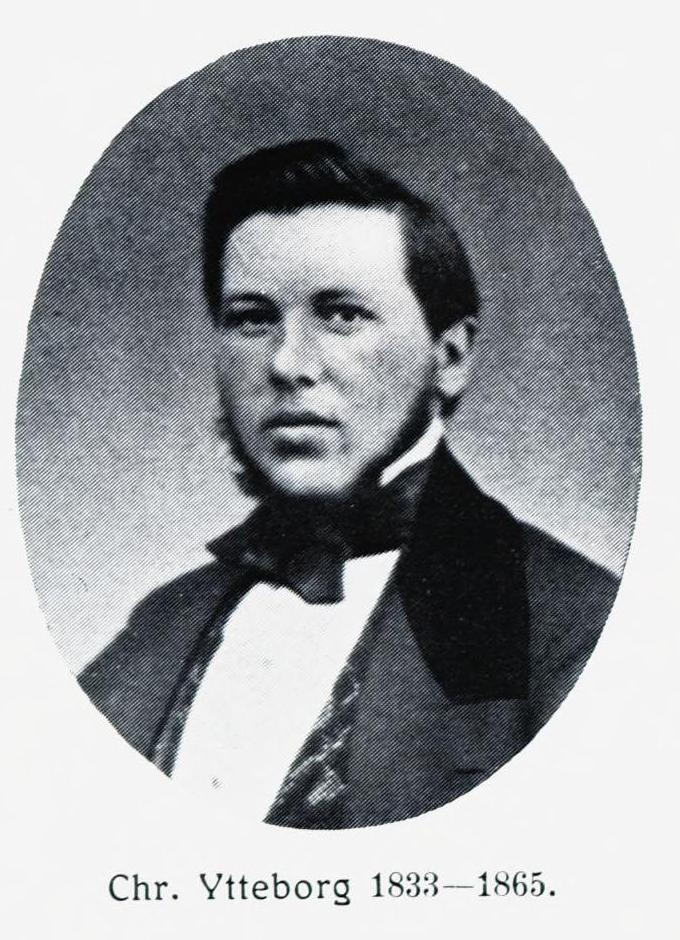
Christian Fredrik Ytteborg

Christian Fredrik Ytteborg (* 1833 in Christiania, Norwegen; † 1865 ebenda) war ein norwegischer Landschafts- und Historienmaler der Düsseldorfer Schule.

## Leben
Ytteborg, Sohn des norwegischen Brauerei-Unternehmers und Parlamentsmitglieds Nils Jensen Ytteborg (1792–1858) und dessen Ehefrau Ingeborg Marie Woxen (1797–1867), studierte Malerei an der Kunstakademie Düsseldorf. Dort besuchte er die Landschafterklasse von Hans Fredrik Gude. Von 1856 bis 1858 war Ytteborg Mitglied des Künstlervereins Malkasten.

## Werke (Auswahl)
- Wallenstein hos spåkone (Wallenstein bei der Wahrsagerin), 1861[3]
- Fjordlandskap (Fjordlandschaft)
- Landskap fra Italien (Landschaft in Italien)[4]